# 25075 Kiyomoto
25075 Kiyomoto (tên chỉ định: 1998 QK98) là một tiểu hành tinh vành đai chính. Nó được phát hiện bởi dự án Nghiên cứu tiểu hành tinh gần Trái Đất Lincoln ở Socorro, New Mexico ngày 28 tháng 8 năm 1998. Nó được đặt theo tên Kiyomoto Daisuke.